# Scymnus hubbardi
Scymnus hubbardi är en skalbaggsart som beskrevs av Gordon 1976. Scymnus hubbardi ingår i släktet Scymnus och familjen nyckelpigor. Inga underarter finns listade i Catalogue of Life.